# Miguel Lavié
Miguel Lavié, vollständiger Name Miguel Ángel Lavié Da Cunda, (* 15. April 1986 in Las Piedras) ist ein uruguayischer Fußballspieler.

## Karriere

### Verein
Der 1,84 Meter große Defensivakteur Lavié stand zu Beginn seiner Karriere 2003 im Kader des Erstligisten Juventud. Von 2004 bis Mitte 2007 spielte er für den Club Atlético Peñarol. Bei den "Aurinegros" kam er in der Saison 2005/06 sechsmal und in der Folgespielzeit einmal in der Primera División zum Einsatz. Ein Tor schoss er nicht. Es folgte eine bis Ende 2008 währende Karrierestation beim brasilianischen Klub Criciúma. Von dort wechselte er für die erste Jahreshälfte 2009 zum Avaí FC. Bis Ende des Jahres schloss sich ein Engagement bei FK Javor Ivanjica in Serbien an. Für Anfang Mai 2011 ist ein Wechsel Laviés vom Rio Claro FC zu CD Suchitepéquez nach Guatemala verzeichnet. In den Spielzeiten 2011/12 und 2012/13 absolvierte er saisonübergreifend 75 Partien in der Liga Nacional, in denen er drei Treffer erzielte. Mitte Januar 2014 wechselte er zu Deportivo Heredia. Bis Ende Juni 2014 wurde er dort 23-mal in der Liga eingesetzt und traf dreimal ins gegnerische Tor. Anschließend spielte er bis Mitte Januar 2015 bei Deportivo Coatepeque. Sechsmal (kein Tor) lief er in diesem Zeitraum in der Liga Nacional auf. Es folgte eine Karrierestation in Nicaragua bei Real Estelí. Mit drei Einsätzen (kein Tor) in der höchsten nicaraguanischen Spielklasse trug er dort zum Gewinn des Torneo Clausura der Saison 2014/15 bei. Im Januar 2016 band er sich vertraglich an den uruguayischen Zweitligisten Villa Española.

### Nationalmannschaft
Lavié gehörte der von Jorge Da Silva trainierten U-17-Auswahl Uruguays an, die an der U-17-Südamerikameisterschaft 2003 in Bolivien teilnahm. Auch war er Kadermitglied der uruguayischen U-20-Nationalmannschaft bei der U-20-Südamerikameisterschaft 2005 in Kolumbien.

### Erfolge
- Torneo Clausura (Nicaragua): 2014/15